# ショートカット (スマイレージの曲)
「ショートカット」は、スマイレージのメジャー4枚目のシングル。2011年2月9日にアップフロントワークス（hachamaレーベル）から発売された。

## 概要
リーダーの和田彩花曰く、今までのスマイレージは「コミカルな曲とかちょっと面白い系の曲」であったが今回は「アイドル王道ソングみたいなすっごいかわいい曲」。曲名にちなんで和田が約25センチメートル、前田憂佳が約30センチメートル髪を切り、メンバー全員がショートカットとなった。
初回生産限定盤A・初回生産限定盤B・初回生産限定盤C・初回生産限定盤D・通常盤の5種。初回生産限定盤にはそれぞれDVDが付属している。店頭特典として対象の各店舗にてトレーディングカード・ポスターが配布された。初回生産限定盤と通常盤でカップリング曲が異なり、通常盤の「乙女 パスタに感動」はタンポポの楽曲をカバーしたもの。
発売を記念し、同年2月11日にタワーレコード渋谷店、12日にイオンレイクタウン、13日にクイーンズスクエア横浜にてイベントが行われた。
購入者対象の抽選イベントへの応募に使用するシリアルナンバーカードが初回生産限定盤4種に封入されている。イベントは2月19日になんばHatch・20日に横浜BLITZにて行われた。

## 収録曲
全作詞・作曲：つんく

### 初回生産限定盤
1. ショートカット
  - 編曲：平田祥一郎
2. パン屋さんのアルバイト
  - 編曲：鈴木俊介
3. ショートカット (Instrumental)

### 通常盤
1. ショートカット
2. 乙女 パスタに感動
  - 編曲：板垣祐介
3. ショートカット (Instrumental)

## 参加メンバー
- 1期 - 和田彩花、前田憂佳、福田花音、小川紗季

## 参加ミュージシャン
ショートカット
- プログラミング：平田祥一郎
- コーラス：CHINO

パン屋さんアルバイト
- プログラミング&ギター：鈴木俊介
- コーラス：CHINO

乙女パスタに感動
- プログラミング&ギター：板垣祐介
- コーラス：竹内浩明・つんく